# Polystachya hoehneana
Polystachya hoehneana är en orkidéart som beskrevs av Friedrich Fritz Wilhelm Ludwig Kraenzlin. Polystachya hoehneana ingår i släktet Polystachya och familjen orkidéer. Inga underarter finns listade i Catalogue of Life.